# Polo (Colimau)
Polo ist ein osttimoresischer Ort im Suco Colimau (Verwaltungsamt Bobonaro, Gemeinde Bobonaro). Das Dorf liegt im Südwesten der Aldeia Lo’o Dasi, auf einer Meereshöhe von 1387 m. Es befindet sich am Osthang einer Gebirgskette mit den Gipfeln des Lolo Tolemau (1731 m), Taralu (1974 m), Gueroaben (2118 m) und des Foho Bacusaga (2212 m). Nach Südosten sinkt das Land hinab zum Quellgebiet des Mola.
Das Dorf besteht nur aus einer kleinen Gruppe einzeln stehender Hütten und Häuser. Außerdem befindet sich hier eine Grundschule. Eine Piste führt südlich an den Bergen vorbei zum Ort Aimeta (Suco Cota Bo’ot).